# Biosférická rezervace Barkindji
Barkindji je biosférická rezervace nacházející se v australských státech Nový Jižní Wales a Victoria na území podél řeky Murray, do 80 kilometrů od města Mildura.
Biosférická rezervace byla v roce 2016 UNESCO popsána jako:
„Biosférická rezervace Barkindji leží v největší říční pánvi v Austrálii – v Murray-Darlingské pánvi. Jedenáct půdních systémů zahrnuje duny, písečné pláně, mokřady, záplavové oblasti a povodí řeky Murray s charakteristickou topografií. Barkindji obklopuje pochmurné pohoří, s výjimkou jihozápadní oblasti. Navíc je v rezervaci bohatá variabilita půdy: červené zeminy, šedé a hnědé jíly a vápnité a křemičité písky, což představuje jen několik příkladů. Navíc náhlé změny z mokřadů na keřovité a polosuché lesy zdůrazňují různorodost půdy a hnízdišť Barkindji.“
Založena byla v červenci 2005 a zahrnuje státní i soukromou půdu:
- Stanice Neds Corner, která se nachází na jižním břehu řeky na západ od Mildury
- Culpra a přírodní rezervace Kamendoc na severním břehu řeky na jihovýchod od Mildury.[5]
- Oblast kolem a na bezprostředním okolí na sever od Mildury, včetně australské vnitrozemské botanické zahrady.

Vedoucí orgány pro biosférickou rezervaci tvoří následující organizace a jednotlivci:
- Organizace soukromého sektoru – Barkindji Biosphere Ltd a australské vnitrozemské botanické zahrady.
- Vládní agentury – ministerstvo infrastruktury, plánování a přírodních zdrojů (Nový Jižní Wales), ministerstvo udržitelnosti a životního prostředí (Victoria), Spolek pro přírodu (Victoria) a Dolní povodí Murray (Victoria).
- Fyzické osoby – pan Terry Hill a pan Dudley Marrows.